# Ashagy Agasibeyli
Ashagy Agasibeyli är en ort i Azerbajdzjan.   Den ligger i distriktet Samux Rayonu, i den centrala delen av landet, 290 kilometer väster om huvudstaden Baku. Ashagy Agasibeyli ligger 200 meter över havet och antalet invånare är 442.
Terrängen runt Ashagy Agasibeyli är platt. Runt Ashagy Agasibeyli är det ganska tätbefolkat, med 70 invånare per kvadratkilometer.. Närmaste större samhälle är Ganja, 16,0 kilometer sydväst om Ashagy Agasibeyli.
Trakten runt Ashagy Agasibeyli består till största delen av jordbruksmark.